# Kasteel Mirów
Kasteel Mirów (Pools: Zamek w Mirowie) is een ridderlijk kasteel nabij het Poolse dorp Mirów, gemeente Niegowa, woiwodschap Silezië.
Het kasteel werd gebouwd ten tijde van Casimir de Grote, ongeveer halverwege de 14de eeuw. Er zijn aanwijzingen dat er zich hier eerder een houten-aarden gebouw stond. Aanvankelijk bestond het stenen gebouw uit een wachttoren ter bescherming van het nabijgelegen Kasteel Bobolice, waar het mee langs de Adelaarsnestenroute ligt. In korte tijd werd de wachttoren uitgebreid tot kasteelformaat. Het had in de loop der tijd verschillende eigenaren. Tijdens de Zweedse invasie (1655-1660) werd het kasteel deels verwoest. Ondanks pogingen tot herstel verviel het kasteel langzaam tot ruïne. Het werd verlaten in 1787. Doordat bewoners uit de omgeving delen van de ruïne als bouwmateriaal gingen hergebruiken, raakte het nog meer in verval. In 1960 werd het geregistreerd als monument. In 2006 begon de huidige eigenaar aan herstelwerkzaamheden. Daarna zal het kasteel opengesteld worden voor bezoekers.

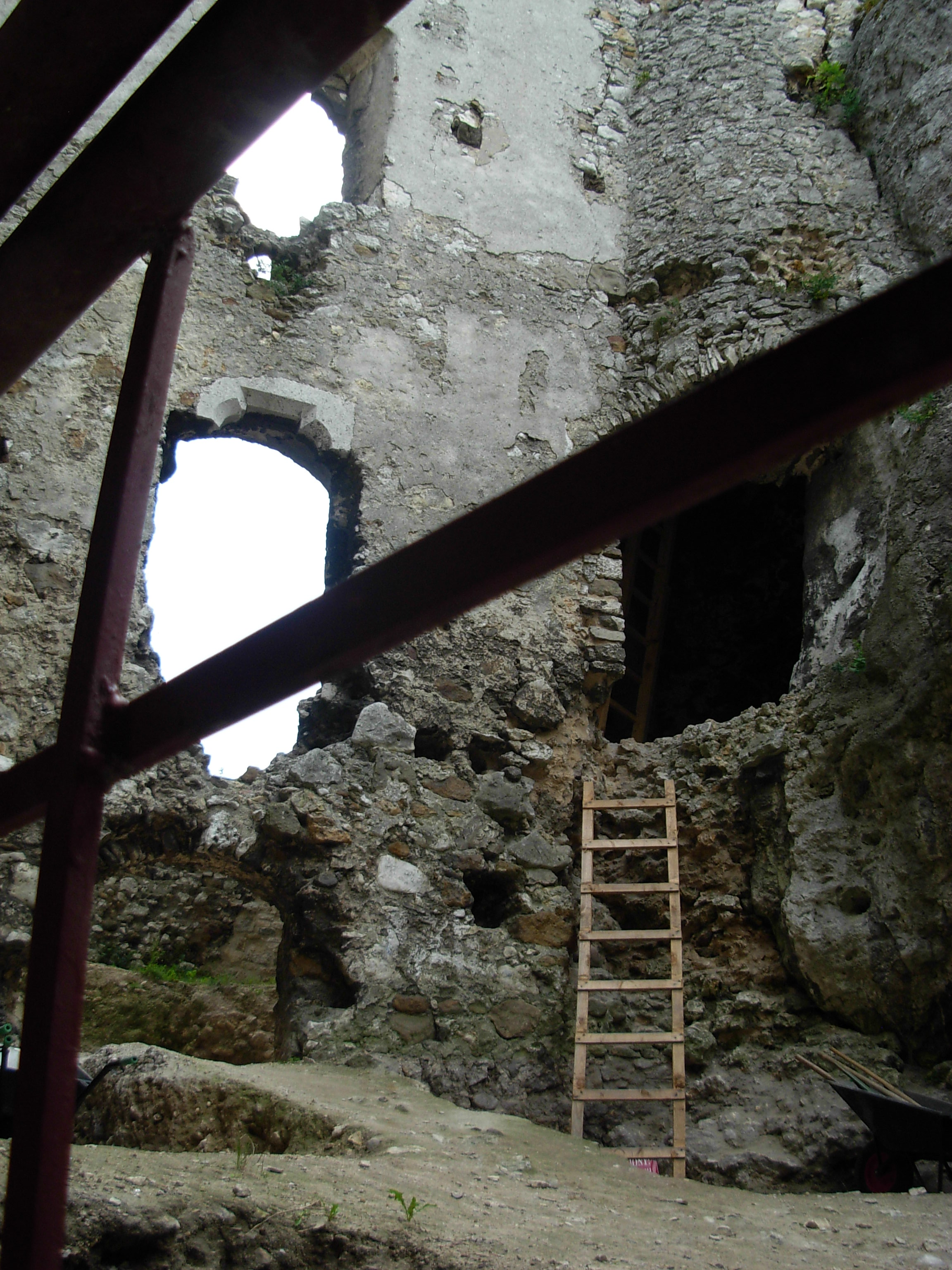
Binnenkant van het kasteel
Het kasteel in panorama